# Zuzana Stivínová
Zuzana Stivínová, née le 24 juillet 1973 à Prague (Tchécoslovaquie), est une actrice tchèque.

## Biographie
Actrice et doubleuse, active aussi bien au théâtre qu'au cinéma et à la télévision, Zuzana Stivínová naît et grandit dans un milieu artistique : fille du flûtiste Jiří Stivín, sa grand-mère est l'actrice Eva Svobodová.
Artiste polyvalente, elle a toujours oscillé entre la musique et le théâtre : elle étudie le violoncelle au Conservatoire de Prague et s'est produite dans plusieurs théâtres de la capitale tchèque (théâtre Semafor, Realistické divadlo, théâtre sur la Balustrade (Divadlo Na zábradlí), Divadlo v Celetné) et au Théâtre national à Prague, à la fois comme musicienne et comme chanteuse. En 1995, elle remporte le prix du meilleur talent de l'année.
Au cinéma, elle incarne le peintre Toyen dans le biopic de 2006. Elle est sélectionnée aux Lions tchèques en 2000 comme Meilleure actrice dans un second rôle pour le rôle de Jana dans le film Anděl Exit (cs) et en 2003 comme Meilleure actrice pour le rôle principal de la pianiste Eva dans le film Nevěrné hry (cs), film pour lequel elle a également appris à jouer du piano.

## Filmographie partielle

### Au cinéma
- 1990 : Houpacka : Andulka
- 1992 : Cerní baroni (cs) : ?
- 1998 : Pasti, pasti, pastičky : Lenka
- 1998 : Rychlé pohyby ocí : Connaissance
- 1998 : Winter '89 : Renata
- 1998 : Úsvit' : Vera (court métrage)
- 1999 : Le Retour de l'idiot (cs) : Marta (voix)
- 1999 : Eliska má ráda divocinu : Eliska
- 2000 : Zpráva o putování studentu Petra a Jakuba : La femme de Jacob
- 2000 : Anděl Exit (cs) : Jana
- 2001 : Szach : Black rook
- 2003 : Nevěrné hry (cs) : Eva
- 2003 : Národ sobe aneb Ceské more v osmnácti prílivech : Actrice
- 2004 : Krajina mého srdce : (voix)
- 2005 : Kousek nebe (cs) : Dorota
- 2005 : Príbehy obycejného sílenství (cs) : Jana (voix)
- 2005 : Toyen (it) de Jan Nemec : Toyen
- 2005 : Anděl Páně (cs) : klicnice Francka
- 2007 : Chytte doktora : Redaktorka Marcela
- 2008 : O rodičích  a dětech (cs) : Maman
- 2012 : Miss D : Gina (court métrage)
- 2013 : Martin a Venuše (cs) : Linda
- 2013 : In Prague : Voisin (court métrage)
- 2016 : Lichozrouti (cs) : chanteur au bar (voix)
- 2016 : Underworld: Blood Wars : Vampire Council #1
- 2016 : Valeria (cs) : Carmen (court métrage)
- 2017 : Po strnisti bos (cs) : la femme de Vlk
- 2021 : Ma famille afghane (Moje slunce Mad) : Herra (voix)
- 2021 : Absence de Ali Mosaffa
- 2022 : Zakliata jaskyna (sk)
- 2023 : Electra (cs) : Clytomnestra (court métrage)
- 2023 : Její telo (cs)

### À la télévision
- 2016 : Pustina (it) : Hana Sikorová (mini-série télévisée, 8 épisodes)
- 2017 : Monstrum de Viktor Polesný (téléfilm)
- 2017-2019 : Marie-Thérèse d'Autriche : Élisabeth-Christine de Brunswick-Wolfenbüttel (mini-série télévisée, 4 épisodes)

## Récompenses et distinctions
- (en) Zuzana Stivínová: Awards, sur l'Internet Movie Database